# Мечкарево
Мечка́рево (болг. Мечкарево) — село в Сливенській області Болгарії. Входить до складу общини Сливен.

## Населення
За даними перепису населення 2011 року у селі проживали 415 осіб.
Національний склад населення села:
| Національність   | Кількість осіб | Відсоток |
| ---------------- | -------------- | -------- |
| болгари          | 319            | 96,7 %   |
| цигани           | 5              | 1,5 %    |
| Всього відповіли | 330            |          |

Розподіл населення за віком у 2011 році:
Динаміка населення: